# بين إيستمان
بين إيستمان (بالإنجليزية: Ben Eastman)‏ هو منافس ألعاب قوى أمريكي، ولد في 19 يوليو 1911 في بورلينغامي في الولايات المتحدة، وتوفي في 6 أكتوبر 2002 في هوتشكيس في الولايات المتحدة.

## وصلات خارجية
- بين إيستمان على موقع الاتحاد الأمريكي لسباقات المضمار والميدان (الإنجليزية)
- بين إيستمان على موقع الاتحاد الأمريكي لسباقات المضمار والميدان، قاعة المشاهير (الإنجليزية)
- بين إيستمان على موقع أوليمبيديا (الإنجليزية)